# Вейсберг, Юлия Лазаревна
Юлия Лазаревна Вейсберг (в замужестве — Римская-Корсакова; 25 декабря 1879 (6 января 1880), Оренбург — 1 марта 1942, Ленинград) — российский композитор, музыковед

, переводчица

.

## Биография
Родилась в семье адвоката, титулярного советника Лазаря Осиповича Вейсберга (1847—1895) — заседателя Оренбургской палаты Уголовного и Гражданского суда, и его жены Марии Самойловны (?—1906). Выпускник юридического факультета Санкт-Петербургского университета Л. О. Вейсберг поселился в Оренбурге в 1875 году и уже в следующем году был избран поверенным по делам города и городского общественного банка при городской Думе.
В 1903 году окончила Высшие женские курсы в Петербурге. С 1903 года училась в Петербургской консерватории (класс композиции) у Н. А. Римского-Корсакова и А. К. Глазунова. В 1912 году экстерном окончила Петербургскую консерваторию.
В 1907—1912 годах жила в Германии (Лейпциг, Дрезден), занималась у М. Регера и Э. Хумпердинка.
В 1915—1917 годах принимала участие в редактировании и издании журнала «Музыкальный современник»
В 1921—1923 годах преподавала хоровое пение в музыкальной школе рабочей молодежи. В 1925—1928 годах возглавляла Ленинградскую ассоциацию современной музыки (ЛАСМ). Участвовала в первом концерте ЛАСМа, прошедшем 12 мая 1926 года в Большом зале Филармонии, в программе которого — наряду с её симфонической фантазией-кантатой для смешанного хора и оркестра «Двенадцать» — в первом отделении исполнялась Первая симфония Д. Д. Шостаковича. Работала в дирекции (правлении и художественном совете) Кружка друзей камерной музыки (КДКМ, 1925—1928).
Во время блокады Ленинграда в депрессивном состоянии находилась на лечении в психиатрической больнице. Погибла вместе с сыном Всеволодом при артиллерийском обстреле города.
Сочинять музыку начала в 1908 году; последний опус датирован 1941 годом.
Переводила прозу и поэзию с немецкого, французского, еврейского и румынского языков, в том числе осуществила переводы и обработки молдавских народных песен. Переводила на русский язык музыковедческие работы Р. Роллана. Публиковала музыкальную критику в «Русской молве», с 1925 года — публицистику, воспоминания о музыкальной жизни Петербурга в «Жизни искусства» и других периодических изданиях. Была сотрудником журнала «Музыкальная новь» (1923—1924).

## Семья
- Первый муж (?) — Григорий Адольфович Ландау (1877—1941), журналист, публицист, общественный деятель.
- Второй муж (с 1907 года) — Леонид Давидович Крейцер, пианист и музыкальный теоретик (свадьба состоялась в Лейпциге)[10].
  - Сын — Виктор Леонидович Крейцер, учёный в области телевизионной техники, доктор технических наук[11].
- Третий муж (с 1914 года) — Андрей Николаевич Римский-Корсаков, музыковед, сын композитора Н. А. Римского-Корсакова.
  - Сын — Всеволод Андреевич Римский-Корсаков (1915—1942)[12], выпускник филологического факультета ЛГУ, переводчик поэзии и драматургии на русский язык; погиб в блокаду Ленинграда[13].

## Список сочинений

### Сочинения, имеющие номер опуса
Op. 1 – «Три песни» для голоса и ф-но (сл. М. Конопницкой, А.Майкова; 1911),
Op. 2 – «Две песни» для голоса и ф-но (сл. П. Верлена; 1911),
Op. 3 – ?
Op. 4 – ?
Op. 5 – ?
Op. 6 – ?
Op. 7 – «Три песни» для голоса и ф-но (сл. Ли-Тай-По; ?),
Op. 8 – Колыбельная «Лунная сказка» для голоса, флейты, арфы и струн. Квартета (сл. Паулы Демель; 1921),
Op. 9 – Баллада «Поединок с судьбой» для голоса с оркестром (сл. Рикарды Хух в переводе М. Ливеровской; ?),
Op. 10 – Симфоническая картина «Ночью» для большого оркестра (по стихотворению «Бессонница» Ф.И. Тютчева; 1929),
Op. 11 – «Песни(?)» для голоса и ф-но (сл. Сароджини Наиду в переводе С. Маршака; ?),
Op. 12 – «Баллада» для большого оркестра (1930),
Op. 13 – «Сказочка» для оркестра (по стихотворению К. Мейера «Наперсточек»; 1928-1929),
Op. 14 – «Поет печальный голос» для голоса с оркестром (сл. ?; 1924),
Op. 15 – «Так это правда?» для голоса и ф-но (сл. Рабиндраната Тагора; 1924),
Op. 16 – «Три песни» для голоса и ф-но (сл. С. Парнок, Ф. Сологуба; 1924),
Op. 17 – «Три дуэта» для сопрано и контральто с ф-но (сл. ?; ?),
Op. 18 – Опера «Русалочка» в 3 действиях, 5 картинах (либретто С. Парнок и Ю. Вейсберг по сказке Х. К. Андерсена; ?)
Op. 19 –  Детская опера «Гуси-лебеди» в 4 эпизодах для солистов, хора и ф-но (текст С. Маршака; ?),
Op. 20 – «Детские песни» (8 песен) для одного и двух голосов и ф-но (?),
Op. 21 – Симфоническая фантазия-кантата «Двенадцать» (по поэме А. Блока; 1926),
Op. 22 – «Детские песенки-загадки» для одного голоса и ф-но (сл. ?; 1926),
Op. 23 – «Пять детских песен» для одного голоса и ф-но (сл.П. Катаев и С. Маршак; 1926),
Op. 24 – «Три детских хора» для трехголосного хора (сл. ?; 1927),
Op. 26 – «Из персидской лирики» для голоса и ф-но (сл. Омар Хайам; ?),
Op. 27 – Цыганская песня «Тройка» для голоса и ф-но (сл. И. Сельвинского; 1928),
Op. 28 – «Два романса» для голоса и ф-но (сл. ?; 1930),
Op. 29 – «Восточная песня» для голоса и ф-но (сл. Ю. Вейсберг; 1930),
Op. 30 – "Отряд: Пять пионерских песен» для голоса и ф-но (сл. С. Маршака; 1931),
Op. 31 – ?
Op. 32 – Лирико-комическая опера "Гюльнара" в 4 действиях, 6 картинах (либретто С. Парнок и Ю. Вейсберг на сюжет из «Тысячи и одной ночи»; 1932),
Op. 33 – «Негритянская колыбельная» для голоса с ф-но (ст. Т. Чурилина; 1934),
Op. 34 – ?
Op. 35 – ?
Op. 36 – «Завет: Памяти С.М. Кирова» для голоса с ф-но (ст. А. Безыменского; 1937),
Op. 37 – ?
Op. 38 – ?
Op. 39 – ?
Op. 40 – ?
Op. 41 – «Шесть детских песен» для голоса с ф-но (ст. В. Вольтман; 1937),
Op. 42 – «Четыре пьесы (для начинающих)» для двух скрипок с ф-но (1937),
Op. 43 – ?
Op. 44 – ?
Op. 45 – ?
Op. 46 – Народная молдавская песня «Гарафица» обработка для голоса, виолончели и арфы или ф-но (запись песни и рус. пер. Е. Лебедевой; 1938),
Op. 47 – ?
Op. 48 – ?
Op. 49 – ?
Op. 50 – ?
Op. 51 – ?
Op. 52 – ?
Op. 53 – ?
Op. 54 – ?
Op. 55 – «Шесть молдавских песен» : для голоса с ф-но (текст народный, пер. А. Борщ, Ю. Вейберг и Е. Лебедевой; 1941).

### Без опуса или номер опуса неизвестен
«Симфония» для большого оркестра (?),
«Фантазия» для большого оркестра (?),
«Драматическое скерцо» для большого оркестра (?),
Три песни «Раутенделейн» для голоса с оркестром (на тексты из «Потонувшего колокола» Г. Гауптмана; ?),
Детская радиоопера «Мертвая царевна» для чтеца, солистов, хора, ф-но или оркестра в 4 действиях (либретто по сказке А. С. Пушкина; ?),
«Три миниатюры» для среднего голоса с ф-но (сл. из "Песен народов СССР" Андрея Глобы; 1936),
Детская опера «Зайкин дом» для солистов, ф-но или оркестра (либретто В. Вельтмана и Ю. Вейсберг; 1937),
«Четыре молдавских народных песни» для голоса и малого симфонического оркестр (запись и пер. Е. Лебедевой; 1938),
Романс «Благословляю жизнь моя» для голоса и ф-но (сл. Ф. Сологуба; ?),
«Песнь цыгана» для голоса и ф-но (сл. Луи Ринга; ?),
«Два романса» для голоса с ф-но (сл. М.Ю. Лермонтов; 1941).